# La Droite populaire
La Droite populaire (LDP) est un mouvement politique souverainiste français fondé en 2010. Après avoir été un courant de l’UMP puis mise en sommeil, elle s’allie au Rassemblement national.
Issu du Collectif parlementaire de la droite populaire, elle est dans un premier temps un courant appartenant à l'aile droite de l’UMP et cherchant à mettre en avant des thématiques comme l’identité nationale, la sécurité ou l’immigration. Elle rassemble alors près de trente députés.
En 2019, sous la houlette de Thierry Mariani et Jean-Paul Garraud, le mouvement est relancé comme « satellite » du Rassemblement national.

## Historique

### Fondation et débuts
Ce collectif est créé en juin 2010, notamment par Lionnel Luca, Richard Mallié, Jean-Paul Garraud et Thierry Mariani. La marque « Droite populaire » est alors déposée. Brigitte Barèges, Bernard Carayon, Philippe Meunier, Jacques Myard et Christian Vanneste en sont d'autres figures importantes. Aux 35 signataires initiaux se joindront 7 députés en décembre de la même année, portant l'effectif du groupe à 42 députés. Un tiers d'entre-eux est issu de la région Provence-Alpes-Côte d'Azur.
Lors de son lancement officiel, le 14 juillet 2010, est signée la charte du collectif. Sa ligne politique est en partie définie dans le cadre de la publication de cette charte et se décline en six thématiques : nation, patriotisme et République ; liberté d’entreprendre et solidarité nationale ; école de la République et politique familiale ; sécurité, première des libertés ; saine gestion des finances publiques ; rayonnement de la France et politique internationale. Son positionnement est ainsi celui d'une droite bonapartiste et colbertiste. Philippe Lamy juge que le courant s'inspire « des thèses du Club de l'horloge sur l'immigration et l'identité nationale ».
Prônant le « retour aux fondamentaux » sarkozystes de 2007, les députés du Collectif parlementaire de la droite populaire proposent un certain nombre de mesures ayant pour but la lutte contre l'insécurité dans le cadre de la loi Loppsi II.
Des membres de la Droite populaire ont également exprimé leur soutien à Éric Zemmour et à Nicolas Bedos au nom de la liberté d'expression. Éric Zemmour, alors chroniqueur à RTL, déclare ainsi dans une de ses chroniques que seule la Droite populaire reflète la vraie droite historique descendante de Bonaparte et De Gaulle.
Le 19 octobre 2011, LDP lance une pétition contre le droit de vote des étrangers.
Ce groupe est souvent à l'origine de polémiques pour ses positions radicales sur des sujets touchant aux mœurs, à l'immigration et à la sécurité. Les prises de position en faveur d'un rapprochement entre l'UMP et le FN font également beaucoup parler de la Droite populaire. Le collectif s'en défend, affirmant être une « barrière entre la droite républicaine et le Front national ».
Après l'annonce de Jean-François Copé d'autoriser les courants au sein de l'UMP, le collectif annonce qu'il va se constituer en mouvement autonome.
Certains députés souhaitant même à terme faire de la droite populaire un véritable parti politique à l'image du Parti radical.

### Scrutins de 2012
Durant l'entre-deux-tours de l’élection présidentielle de 2012, le groupe s'est fixé la mission de convaincre les Français qui ont voté pour Marine Le Pen au premier tour de la présidentielle d'apporter leurs voix à Nicolas Sarkozy au second. Les membres de la Droite populaire sont persuadés que le score de Le Pen aurait été bien plus important s'ils ne s'étaient pas fédérés depuis 2010. Selon Le Figaro, pour convaincre l'électorat FN de ne pas s'abstenir ou de ne pas apporter sa voix à François Hollande, Thierry Mariani peut faire valoir que « la Droite populaire s'est parfois opposée à la majorité et à l'Élysée et que ses membres ont critiqué les positions du président-candidat Sarkozy sur la poursuite de l'ouverture à gauche en cas de réélection ».
En juin 2012, le groupe subit un revers à l’occasion des élections législatives, voyant son effectif passer de 63 députés dans l’Assemblée sortante à 26 dans la nouvelle. 37 autres de ses membres ne sont pas reconduits par les électeurs, dont deux dès le premier tour. Deux autres ne se représentaient pas et Jean Roatta est devenu député européen. À l'automne 2012, avant le premier congrès de l'UMP post-défaite présidentielle, le courant s'inquiète de sa perte d'influence au sein du parti, et notamment de la montée de groupes qui lui ressemblent, mais qui ne sont qu'une « contrefaçon », selon le mot de Thierry Mariani.
Les dirigeants du courant ont déposé une motion à l'occasion du Congrès de l'Union pour un mouvement populaire de 2012. Arrivée avant-dernière, en cinquième position, la motion a recueilli 10,87 % des voix.

### Mise en sommeil
Le 8 novembre 2014, le mouvement se structure en association politique. « Cela permet à un militant d’adhérer à la Droite populaire, sans que son adhésion le fasse automatiquement appartenir à l’UMP », explique Thierry Mariani, président de ce collectif qui compte une vingtaine de députés. Se montrer plus autonome vis-à-vis de l’UMP ou du futur mouvement que projette de créer Nicolas Sarkozy est un des autres objectifs poursuivis. Même si la Droite populaire est et restera dans la sphère d’influence du principal parti de droite. « Notre association politique n’a pas vocation à concurrencer l’UMP mais à fédérer tous ceux qui partagent nos idées », explique l’ex-ministre.

### Alliance avec le RN
En vue des élections européennes de 2019, Thierry Mariani, président de l'association, et Jean-Paul Garraud, membre et ancien député, quittent Les Républicains et se rapprochent du Rassemblement national sans y adhérer. Ils sont candidats sur la liste du RN et sont élus députés européens. Mariani annonce son intention de relancer le mouvement en septembre 2019, avec Garraud et Nicolas Dhuicq, afin notamment de réunir les déçus de LR ; il entend en faire un « satellite » du RN en précisant qu’il ne sera « pas un parti mais plutôt un think-tank et un label » pour ceux qui veulent « travailler avec le RN » sans forcément y adhérer.
En janvier 2019, Lionnel Luca, un des cofondateurs de l'association, affirmait que le ralliement du RN n'engageait que Mariani, mais pas tout le courant.
En vue des élections municipales de 2020, plusieurs candidats investis par le RN affichent le logo de la Droite populaire à côté de celui de leur parti, comme Philippe Vardon à Nice ou Quentin Lamotte à Toulouse. Thierry Mariani, Jean-Paul Garraud et Nicolas Dhuicq annoncent le soutien de La droite populaire à des candidats du Rassemblement national et à des indépendants.
Deux membres de la Droite populaire sont investis tête de liste du Rassemblement national pour les élections régionales de 2021 : Jean-Paul Garraud en Occitanie et Thierry Mariani en Provence-Alpes-Côte d'Azur.

## Personnalités
La Droite populaire rassemble 26 députés durant la XIVe législature (2012-2017), un sénateur, 30 maires et un député européen.

### Courant puis proche de l'UMP et de LR (2010-2019)

#### Parlementaires
- Gilles d'Ettore (député de la 7e circonscription de l'Hérault)
- Brigitte Barèges (députée de la 1re circonscription de Tarn-et-Garonne)
- Patrick Beaudouin (député de la 6e circonscription du Val-de-Marne)
- Claude Bodin (député de la 4e circonscription du Val-d'Oise)
- Philippe Boënnec (député de la 9e circonscription de la Loire-Atlantique)
- Patrice Calmejane (député de la 8e circonscription de la Seine-Saint-Denis)
- Bernard Carayon (député de la 4e circonscription du Tarn)
- Paul Durieu (député de la 4e circonscription du Vaucluse)
- Jean-Michel Ferrand (député de la 3e circonscription de Vaucluse)
- Daniel Fidelin (député de la 9e circonscription de la Seine-Maritime)
- Jean-Paul Garraud (député de la 10e circonscription de la Gironde)
- François-Michel Gonnot (député de la 6e circonscription de l'Oise)
- Arlette Grosskost (députée de la 5e circonscription du Haut-Rhin)
- Jacqueline Irles (députée de la 4e circonscription des Pyrénées-Orientales)
- Maryse Joissains-Masini (députée de la 14e circonscription des Bouches-du-Rhône)
- Daniel Mach (député de la 1re circonscription des Pyrénées-Orientales)
- Richard Mallié (député de la 10e circonscription des Bouches-du-Rhône)
- Christine Marin (députée de la 23e circonscription du Nord)
- Georges Mothron (député de la 5e circonscription du Val-d'Oise)
- Étienne Mourrut (député de la 2e circonscription du Gard)
- Éric Raoult (député de la 12e circonscription de la Seine-Saint-Denis)
- Jacques Remiller (député de la 8e circonscription de l'Isère)
- Jean Roatta (député de la 3e circonscription des Bouches-du-Rhône)
- Marie-Josée Roig (député de la 1re circonscription du Vaucluse, ancienne maire d'Avignon, Vaucluse))
- Jean-Marc Roubaud (député de la 3e circonscription du Gard)
- Jean-Pierre Schosteck (député de la 12e circonscription des Hauts-de-Seine)
- Daniel Spagnou (député de la 2e circonscription des Alpes-de-Haute-Provence)
- Christian Vanneste (député de la 10e circonscription du Nord)
- Élie Aboud (député de la 6e circonscription de l'Hérault)
- Yves Albarello (député de la 7e circonscription de Seine-et-Marne, conseiller régional d'Île-de-France et maire de Claye-Souilly)
- Brigitte Barèges (maire de Montauban, Tarn-et-Garonne)
- Patrick Beaudouin (conseiller général et maire de Saint-Mandé, Val-de-Marne)
- Philippe Boënnec (maire de Pornic, Loire-Atlantique)
- Jean-Claude Bouchet (député de la 2e circonscription de Vaucluse et maire de Cavaillon)
- Patrice Calméjane (maire de Villemomble, Seine-Saint-Denis)
- Roland Chassain (conseiller général et maire des Saintes-Maries-de-la-Mer, Bouches-du-Rhône)
- Nicolas Dhuicq (député de la 1re circonscription de l'Aube et maire de Brienne-le-Château)
- Daniel Fidelin (maire de Mannevillette, Seine-Maritime)
- Marie-Louise Fort (députée de la 3e circonscription de l'Yonne)
- Sauveur Gandolfi-Scheit (député de la 1re circonscription de Haute-Corse et maire de Biguglia)
- Gilles d'Ettore (maire d'Agde, Hérault)
- Franck Gilard (député de la 5e circonscription de l'Eure et maire des Andelys)
- Jean-Pierre Giran (député de la 3e circonscription du Var)
- Christophe Guilloteau (député de la 10e circonscription du Rhône)
- Jacqueline Irles (maire de Villeneuve-de-la-Raho, Pyrénées-Orientales)
- Maryse Joissains-Masini (maire d'Aix-en-Provence, Bouches-du-Rhône)
- Patrick Labaune (député de la 10e circonscription de la Drôme)
- Lionnel Luca (député de la 6e circonscription des Alpes-Maritimes et conseiller général du canton de Cagnes-sur-Mer-Ouest)
- Daniel Mach (maire de Pollestres, Pyrénées-Orientales)
- Thierry Mariani (député de la 11e circonscription des Français établis hors de France d'Asie, Océanie et Russie)
- Philippe Marini (sénateur de l'Oise et président de la Commission des finances au Sénat)
- Richard Mallié (maire de Bouc-Bel-Air, Bouches-du-Rhône)
- Philippe Meunier (député de la 13e circonscription du Rhône)
- Jacques Myard (député de la 5e circonscription des Yvelines)
- Éric Raoult (maire du Raincy, Seine-Saint-Denis)
- Jacques Remiller (maire de Vienne, Isère)
- Jean Roatta (eurodéputé du Sud-Est)
- Jean-Marc Roubaud (maire de Villeneuve-lès-Avignon, Gard)
- Jean-Pierre Schosteck (maire de Châtillon, Hauts-de-Seine)
- Fernand Siré (député de la 2e circonscription des Pyrénées-Orientales)
- Daniel Spagnou (maire de Sisteron, Alpes-de-Haute-Provence)
- Michel Terrot (député de la 12e circonscription du Rhône)
- Dominique Tian (député de la 2e circonscription des Bouches-du-Rhône et maire du 4e secteur de Marseille)
- François Vannson (député de la 3e circonscription des Vosges)
- Philippe Vitel (député de la 2e circonscription du Var)
- Michel Voisin (député de la 4e circonscription de l'Ain et maire de Replonges)
- Valérie Boyer (députée de la 1re circonscription des Bouches-du-Rhône)
- Eric Ciotti (député de la 1re circonscription des Alpes-Maritimes)
- Jean-Pierre Decool (sénateur du Nord)
- Éric Diard (député de la 12e circonscription des Bouches-du-Rhône)
- Bernard Reynès (député de la 15e circonscription des Bouches-du-Rhône)
- Patrice Verchère (député de la 8e circonscription du Rhône)

#### Parrainages
Jean-Pierre Giran et Lionnel Luca ont parrainé la motion Droite populaire tout en parrainant la motion Le Gaullisme, une voie d'avenir pour la France. Brigitte Barèges et Philippe Boënnec ont eux aussi parrainé la Droite populaire tout en parrainant les autres motions La droite sociale et France moderne et humaniste. Fernand Siré, Bernard Deflesselles, Jean Roatta et Jean-Pierre Decool ont parrainé la motion France moderne et humaniste. Roland Chassain et Sauveur Gandolfi-Scheit ont soutenu La Droite forte.

### Indépendance et rapprochement du RN (depuis 2019)
- Thierry Mariani, élu député européen sur la liste du RN
- Jean-Paul Garraud, élu député européen sur la liste du RN

## Jeunes de la Droite populaire
La Droite populaire possède également sa branche jeune et son bureau politique. La branche des jeunes, qui est constituée en association, est lancée en septembre 2012.
En 2015, le président des Jeunes de la Droite populaire Pierre Gentillet et deux conseillers nationaux de l'UMP, Maxime Duvauchelle et Alexandre Moustafa, déclenchent une polémique nationale en passant le réveillon du 31 décembre 2014 en compagnie de jeunes frontistes et de Florian Philippot, vice-président du Front national. Jean-Christophe Cambadélis, alors premier secrétaire du PS, demande à Alain Juppé et Nicolas Sarkozy de condamner la soirée et Stéphane Tiki, président des Jeunes Républicains, convoque Pierre Gentillet pour lui demander de s'expliquer sur les raisons de sa présence. Pierre Gentillet participe le 1er mai à une autre soirée organisée par les jeunes du Front national, en présence de Jordan Bardella. 
Il quitte finalement le mouvement en octobre 2015, à l'instar des cadres locaux Sébastien Ausserre et Pierre Aliotti, décision à laquelle réagit le délégué national des Jeunes Républicains Pierre Liscia : « Dommage, ça ne nous permet plus de le virer du coup ! C'était effectivement une discussion qui revenait assez régulièrement avant l'élection du nouveau bureau national des Jeunes Républicains en septembre ».